# Середнє гармонійне
Середнє гармонійне (також середнє гармонічне) — один із видів усереднення, частковий випадок середнього степеневого з індексом −1. За означенням середнє гармонійне H для n чисел x1, x2, …, xn > 0 дорівнює
{\displaystyle H={\frac {n}{{\frac {1}{x_{1}}}+{\frac {1}{x_{2}}}+\cdots +{\frac {1}{x_{n}}}}}.}
Наприклад, середнє гармонійне трьох чисел 1, 4 та 4 буде {\displaystyle {\frac {3}{{\frac {1}{1}}+{\frac {1}{4}}+{\frac {1}{4}}}}={\frac {3}{1.5}}=2\,.}
Поряд із середнім арифметичним та середнім геометричним середнє гармонійне належить до так званих піфагорових середніх.
Необхідність сумування обернених величин часто виникає в фізиці та в інших областях застосування математики. Наприклад, зведена маса, опір паралельно сполучених опорів обчислюються за формулами, які відрізняються тільки множником n.

## Визначення
Середнє гармонійне H додатних дійсних чисел {\displaystyle x_{1},x_{2},\ldots ,x_{n}} визначається як
{\displaystyle H={\frac {n}{{\frac {1}{x_{1}}}+{\frac {1}{x_{2}}}+\cdots +{\frac {1}{x_{n}}}}}={\frac {n}{\sum \limits _{i=1}^{n}{\frac {1}{x_{i}}}}}=\left({\frac {\sum \limits _{i=1}^{n}x_{i}^{-1}}{n}}\right)^{-1}.}
Третій вираз вказує на те, що середнє гармонійне є оберненим середнім арифметичним обернених чисел.
З формули
{\displaystyle H={\frac {n\cdot \prod \limits _{j=1}^{n}x_{j}}{\sum \limits _{i=1}^{n}\left\{{\frac {1}{x_{i}}}{\prod \limits _{j=1}^{n}x_{j}}\right\}}}}
стає очевидним зв'язок з середнім арифметичним і геометричним. Середнє гармонійне є оберненим дуальним до середнього арифметичного для додатних чисел:
{\displaystyle 1/H(1/x_{1},\ldots ,1/x_{n})=A(x_{1},\ldots ,x_{n}).}
Середнє гармонійне є функцією опуклою за Шуром і оцінюється за допомогою мінімуму аргументів. Тобто, для любих додатних аргументів {\displaystyle \min(x_{1},\ldots ,x_{n})\leqslant H(x_{1},\ldots ,x_{n})\leqslant n\min(x_{1},\ldots ,x_{n})}. Отже, не можливо зробити середнє гармонійне скільки завгодно великим, якщо змінювати тільки деякі аргументи (принаймні один аргумент повинен залишатись незмінним).

## Відношення з іншими середніми
Середнє гармонійне — одне з трьох піфагорових середніх. Для будь-якого додатного набору чисел, який містить принаймні два різних числа, гармонійне середнє завжди буде найменшим з цих трьох середніх. При цьому середнє арифметичне буде найбільшим з них, а середнє геометричне значення буде між цими двома. Рівність досягається, коли всі числа однакові.
{\displaystyle {n \over {{1 \over a_{1}}+{1 \over a_{2}}+\ldots +{1 \over a_{n}}}}\leqslant {\sqrt[{n}]{a_{1}a_{2}\ldots a_{n}}}\leqslant {\frac {1}{n}}(x_{1}+\cdots +x_{n}).}
У частковому випадку M−1 середнього степеневого:
{\displaystyle H(x_{1},x_{2},\ldots ,x_{n})=M_{-1}(x_{1},x_{2},\ldots ,x_{n})={\frac {n}{x_{1}^{-1}+x_{2}^{-1}+\cdots +x_{n}^{-1}}}}
Оскільки середнє гармонійне наближається до найменших елементів заданих чисел, то, порівняно з середнім арифметичним, він суттєвіше зменшує вплив викидів з великими значеннями і посилює вплив малих чисел.
Середнє арифметичне часто помилково використовують там, де місце гармонійному середньому. В наведеному нижче прикладі для швидкостей, середнє арифметичне 50 є неправильним і занадто великим.
Середнє гармонійне пов'язано з іншими Піфагоровими середніми, як видно у наведеному вище рівнянні. Можна інтерпретувати знаменник як середнє арифметичне n різних добутків n-1 числа, у кожному з яких з n чисел було викинуто одне число з індексом j. Тобто, перше число є добутком всіх з n чисел, окрім першого; друге число є добутком всіх з n чисел, окрім другого; і так далі. Таким чином середнє гармонійне пов'язане з середнім геометричним і арифметичним. Загальна формула подібності:
{\displaystyle H(x_{1},\ldots ,x_{n})={\frac {(G(x_{1},\ldots ,x_{n}))^{n}}{A(x_{2}x_{3}\cdots x_{n},x_{1}x_{3}\cdots x_{n},\ldots ,x_{1}x_{2}\cdots x_{n-1})}}={\frac {(G(x_{1},\ldots ,x_{n}))^{n}}{A\left({\frac {1}{x_{1}}}{\prod \limits _{i=1}^{n}x_{i}},{\frac {1}{x_{2}}}{\prod \limits _{i=1}^{n}x_{i}},\ldots ,{\frac {1}{x_{n}}}{\prod \limits _{i=1}^{n}x_{i}}\right)}}.}

## Середнє гармонійне двох і трьох чисел

### Два числа

Геометрична побудова трьох Піфагорових середніх двох чисел, a та b. Гармонійне середнє означене як H пурпурним. Q означає четверте середнє, середнє квадратичне. Через те, що гіпотенуза завжди довше ніж катет, діаграма показує, що Q > A > G > H.

Для випадку тільки двох чисел, {\displaystyle x_{1}} та {\displaystyle x_{2}}, середнє гармонійне може бути записане наступним чином: {\displaystyle H={\frac {2x_{1}x_{2}}{x_{1}+x_{2}}}.}
В цьому особливому випадку, середнє гармонійне відноситься до середнього арифметичного {\displaystyle A={\frac {x_{1}+x_{2}}{2}}} та середнього геометричного {\displaystyle G={\sqrt {x_{1}x_{2}}},} наступним чином: {\displaystyle H={\frac {G^{2}}{A}}=G\cdot \left({\frac {G}{A}}\right).}
Через те, що {\displaystyle {\tfrac {G}{A}}\leq 1} за нерівністю середнього арифметичного та геометричного, показує, що у випадку n = 2, що H ≤ G (хоча властивість, насправді виконується для всіх n). Також слідує {\displaystyle G={\sqrt {AH}}}, що означає, що середнє геометричне двох чисел дорівнює середньому геометричному їх середнього арифметичного та середнього гармонійного.

### Три числа
Три додатні числа H, G, та A відповідно середні гармонійне, геометричне та арифметичне трьох додатних чисел тоді й лише тоді, коли має місце наступна нерівність: {\displaystyle {\frac {A^{3}}{G^{3}}}+{\frac {G^{3}}{H^{3}}}+1\leq {\frac {3}{4}}\left(1+{\frac {A}{H}}\right)^{2}.}

## Зважене середнє гармонійне
Якщо множина ваг {\displaystyle w_{1}}, …, {\displaystyle w_{n}} пов'язана із множиною даних {\displaystyle x_{1}}, …, {\displaystyle x_{n}}, зважене середнє гармонійне визначається так:
{\displaystyle {\frac {\sum \limits _{i=1}^{n}w_{i}}{\sum \limits _{i=1}^{n}{\frac {w_{i}}{x_{i}}}}}.}
Незважене середнє гармонійне можна розглядати як особливий випадок: коли всі ваги дорівнюють 1, або тотожно, коли всі ваги однакові.

## Приклади

### У фізиці

#### Середня швидкість
У певних ситуаціях, особливо в багатьох ситуаціях, пов'язаних з темпом і співвідношенням, середнє гармонійне забезпечує найсправжніше середнє. Наприклад, якщо транспортний засіб проходить певну дистанцію d зі швидкістю x (наприклад, 60 кілометрів на годину — км/год), а потім знову на тій же відстані зі швидкістю y (наприклад, 40 км/год), то його середня швидкість є середнім гармонійним x і y (48 км/год), і його загальний час проїзду такий самий, як якщо б вона пройшла всю відстань на цій середній швидкості. Це можна довести наступним чином:
Середня швидкість за мандрівку = Пройдена Відстань/ Затрачений час
= {\displaystyle {\frac {2d}{{\frac {d}{x}}+{\frac {d}{y}}}}={\frac {2d}{\frac {yd+xd}{xy}}}={\frac {2dxy}{d(x+y)}}={\frac {2xy}{x+y}}} (середнє гармонійне x та y).
або можна обчислити інакше, а саме скоротити на d:
= {\displaystyle {\frac {2d}{{\frac {d}{x}}+{\frac {d}{y}}}}={\frac {2}{{\frac {1}{x}}+{\frac {1}{y}}}}={\frac {2}{\frac {y+x}{xy}}}={\frac {2xy}{x+y}}}
Однак, якщо транспортний засіб їде певну кількість часу зі швидкістю x, а потім на таку ж кількість часу на швидкості y, тоді його середня швидкість становить середнє арифметичне між x та y, яке у прикладі вище становить 50 кілометрів на годину. Цей же принцип застосовується для більш ніж двох відрізків: коли ми маємо серію підпоїздок з різною швидкістю, якщо кожна підпоїзка охоплює ту саму відстань, то середня швидкість є середнім гармонійним всіх швидкостей підпоїздок; і якщо кожна підпоїздка займає однакову кількість часу, то середня швидкість — це середнє арифметичне значення всіх швидкостей підпоїздок. (Якщо жоден з описаних випадків не підходить, то необхідне середнє гармонійне зважене або середнє арифметичне зважене. Для середнього арифметичного швидкість кожної частини поїздки зважене за її тривалістю, тоді як для середнього гармонійного відповідна вага — це відстань. В обох випадках отримана формула скорочується до ділення загальної відстані на загальний час)
Однак можна уникнути використання середнього гармонійного для випадку «зважування за відстанню». Поставте проблему як знаходження «повільності» поїздки, де «повільність» (у годинах на кілометр) є зворотнім до швидкості. Коли знайдено повільність поїздки, перегорніть її так, щоб знайти «справжню» середню швидкість поїздки. Для кожного відрізка поїздки i, повільність si = 1/швидкістьi. Потім візьміть зважене середнє арифметичне значення si з вагою на їх відповідних відстанях (необов'язково з вагами, нормованими, таким чином вони підсумовуються до 1, розділяючи їх довжиною відправлення). Це дає справжню середню повільність (у часі на кілометр). Виявляється, ця процедура, яка може бути зроблена без знання гармонійного означає, дорівнює тим же математичним операціям, які можна було б використати для вирішення цієї проблеми за допомогою гармонійного середнього. Таким чином, це ілюструє, чому у даному випадку діє гармонійне значення.

#### Щільність
Так само, якщо хочете оцінити щільність сплаву при даних щільностях його складових елементів та маси їх долей у складі(або аналогічно відсотки від загальної маси), то прогнозована щільність сплаву (якщо не враховувати типові малі зміни в об'ємі через пакувальні ефекти) буде дорівнювати середньому гармонійному зваженому окремих щільностей, зважених за масою, замість зваженого середнього арифметичного, як можна було подумати спочатку. Щоб використовувати зважене середнє арифметичне, щільності повинні бути зважені за об'ємом. Якщо застосувати аналіз розмірностей до задачі, тобто позначати одиниці вимірювання маси для кожного елементу і переконатись, що скорочуються тільки маси відповідних за масою елементів, то все стане зрозуміло.

#### Електрика
Якщо з'єднати два електричних резистори паралельно, у одного з яких опір дорівнює x(наприклад, 60 Ω), а у іншого y (наприклад, 40 Ω), то ефект буде такий самий, як при використанні двох резисторів з однаковим опором, рівним середньому гармонійному між х та у (48 Ω): повний опір в обох випадках дорівнює 24 Ω (половина середнього гармонійного). Цей же принцип можна застосувати до послідовних електричних конденсаторів або паралельних індукторів.
Однак, якщо з'єднати резистори послідовно, то середній опір дорівнюватиме середньому арифметичному між x та y (з загальним опором рівним сумі х та у). Як і в попередньому прикладі, принцип застосовується і коли більше двох резисторів з'єднані, всі паралельно або всі послідовно.
Ефективна маса напівпровідника теж визначається як середнє гармонійне ефективних мас трьох кристалографічних напрямків.

#### Оптика
Див. Фокусна відстань.

### У фінансах
Середньозважений параметр гармоніки — це переважний спосіб усереднення множників, таких як коефіцієнт ціна / прибуток (P / E), в якому ціна в чисельнику. Якщо ці співвідношення усереднені з використанням середнього арифметичного зваженого (загальна помилка), то для більших елементів даних надається більша вага, ніж для менших. З іншого боку, середнє гармонійне зважене призначає однакову вагу для кожного елементу даних.
Просте середнє арифметичне зважене, коли застосовується до нецінових нормалізованих співвідношень, таких як P / E, зміщена у бік збільшення і не може бути чисельно обґрунтованим, оскільки воно базується на вирівняних прибутках; так само, як швидкість транспортних засобів не може бути усереднена для поїздки в обидва кінці.
Наприклад, розглянемо дві фірми, одна з яких має ринкову капіталізацію 150 млрд доларів, а прибуток у розмірі 5 млрд доларів (P / E — 30), а інша з ринковою капіталізацією — 1 млрд доларів і прибуток 1 млн доларів (P / E — 1000). Розглянемо індекс, складений з двох акцій, з 30 % інвестованих у першу, та 70 % інвестованих у другу. Ми хочемо обчислити співвідношення P / E цього показника.
З використанням середнього арифметичного зваженого (не правильно): {\displaystyle P/E=0.3*30+0.7*1000=709}
З використанням середнього гармонійного зваженого (правильно): {\displaystyle P/E={\frac {0.3+0.7}{0.3/30+0.7/1000}}\approx 93.46}
Таким чином, правильний Р / Е, який дорівнює 93.46 цього індексу, можна знайти лише за допомогою середнього гармонійного зваженого, тоді як середнє арифметичне зважене значно переоцінить його.

### У геометрії
В будь-якому трикутнику, радіус вписаного кола дорівнює третині від середнього гармонійного висот трикутника.
Для будь-якої точки Р на меншій дузі BC описаного кола рівностороннього трикутника ABC, з відстанями q та t від В та С відповідно, і з перетином PA та BC на відстані y від точки P, ми маємо, що y — це половина середнього гармонійного від q та t.
В прямокутному трикутнику з катетами a та b і висотою h від гіпотенузи до прямого кута, h² — це половина середнього гармонійного від a² та b².
Нехай t та s (t > s) будуть сторонами двох вписаних квадратів у прямокутний трикутник з гіпотенузою c. Тоді s² дорівнює половині середнього гармонійного c² та t².
Нехай трапеція має вершини A, B, C, та D послідовно та паралельні сторони AB та CD. Нехай E буде перетином діагоналей, і нехай F лежить на стороні DA та G лежить на стороні BC так, що пряма FEG паралельна AB та CD. Тоді відрізок FG є середнім гармонійним між AB та DC. (Це доводиться через рівність трикутників.)

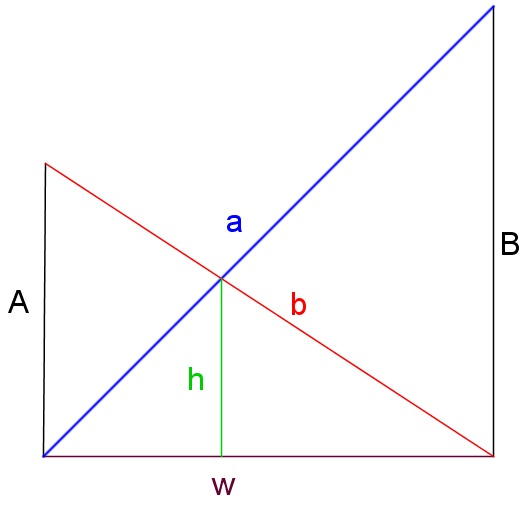
Перехрещені драбини. h є половиною середнього гармонійного A і B

У задачі про перехрещені драбини, дві драбини лежать перекинуті хрест на хрест через алею, кожна впирається в основу однієї з бічних стінок, одна з яких прикладена до стіни на висоті A та інша прикладена до протилежної стіни на висоті B, як показано на малюнку. Дробини схрещуються на висоті h над підлогою алеї. Тоді h є половиною середнього гармонійного між A та B. Цей результат зберігається, якщо стінки нахилені, але так само паралельні, а «висоти» A, B, та h вимірюються від підлоги вздовж ліній паралельних до стін.
В еліпсі, половина хорди фокусу еліпсу (відрізок від фокусу до кордону еліпсу, паралельний директрисі меншої осі), дорівнює середньому гармонійному максимальної та мінімальної відстаней від фокусу до еліпса.

### В інших науках
В інформатиці, зокрема, інформаційному пошуку та машинному навчанні, середнє гармонійне від повноти (позитивні результати на прогнозовані позитивні) і чутливості (позитивні результати на реальні позитивні) часто використовуються як сукупний показник ефективності для оцінки алгоритмів та систем: F-score (або F-міра). Це використовується для пошуку інформації, оскільки релевантний тільки позитивний клас, а кількість негативів взагалі велика і невідома. Таким чином, є суперечки щодо того, чи слід оцінювати правильні позитивні прогнози відносно кількості передбачених позитивних результатів чи кількості реальних позитивних результатів, тому, взагалі, вимірюється відносно мнимої кількості позитивних даних, що є середнім арифметичним двох можливих знаменників.
Цікавий наслідок випливає з базової алгебри в задачах, де люди або системи працюють разом. Як приклад, якщо газова помпа може викачати басейн за 4 години, а електрична такий самий басейн за 6 годин, то обидві зможуть це зробити за 6·4/6+4, що дорівнює 2.4 години, щоб викачати басейн разом. Цікаво, це одна друга від середнього гармонійного 6 та 4: 2·6·4/6+4 = 4.8. Доречним середнім для двох типів помп є середнє гармонійне, бо для двох помп це буде половина цього середнього, для двох таких пар це буде чверть.
У гідрології, середнє гармонійне використовується для усереднення гідравличної проводимості значень для потоку, що перпендикулярний поверхні шарів (геологічних, ґрунтів) — для потоку паралельного до шарів використовується середнє арифметичне. Ця очевидна різниця в усередненні пояснюється фактом, що гідрологія використовує проводимість, яка є зворотньою до опору.
У саберметриці, число сили-швидкості гравця є середнім гармонійним від його хоум-ранів та крадіжок баз.
У популяційній генетиці, середнє гармонійне використовують для обчислення ефектів флуктуацій в розмірах покоління для популяції з ефективним розведенням. Це робиться для врахування факту того, що в дуже малих поколіннях дуже мала кількість особин роблять внесок у генофонд непропорційно, що може привести до це більшого рівня інбридингу.
Якщо розглядати витрати палива автомобілем, зазвичай використовують дві міри — дистанція на галон палива, або витрати літрів палива на 100 км. Через те, що одиниці вимірювання цих кількостей — це зворотні одна одній, то коли рахуємо середнє значення витрати палива для ряду автомобілів, одна міра одразу створює середнє гармонійне іншої, наприклад, конвертуючи середнє значення витрат палива вираженого в літрах на 100 км у милі на галон, отримаємо середнє гармонійне витрат палива вираженого в милях-на-галон.
У хімії та ядерній фізиці середня маса на частку суміші з різних видів (наприклад: молекул, ізотопів) задана середнім гармонійним мас окремих видів зваженого відповідно до їх масової частки.

## Бета-розподіл

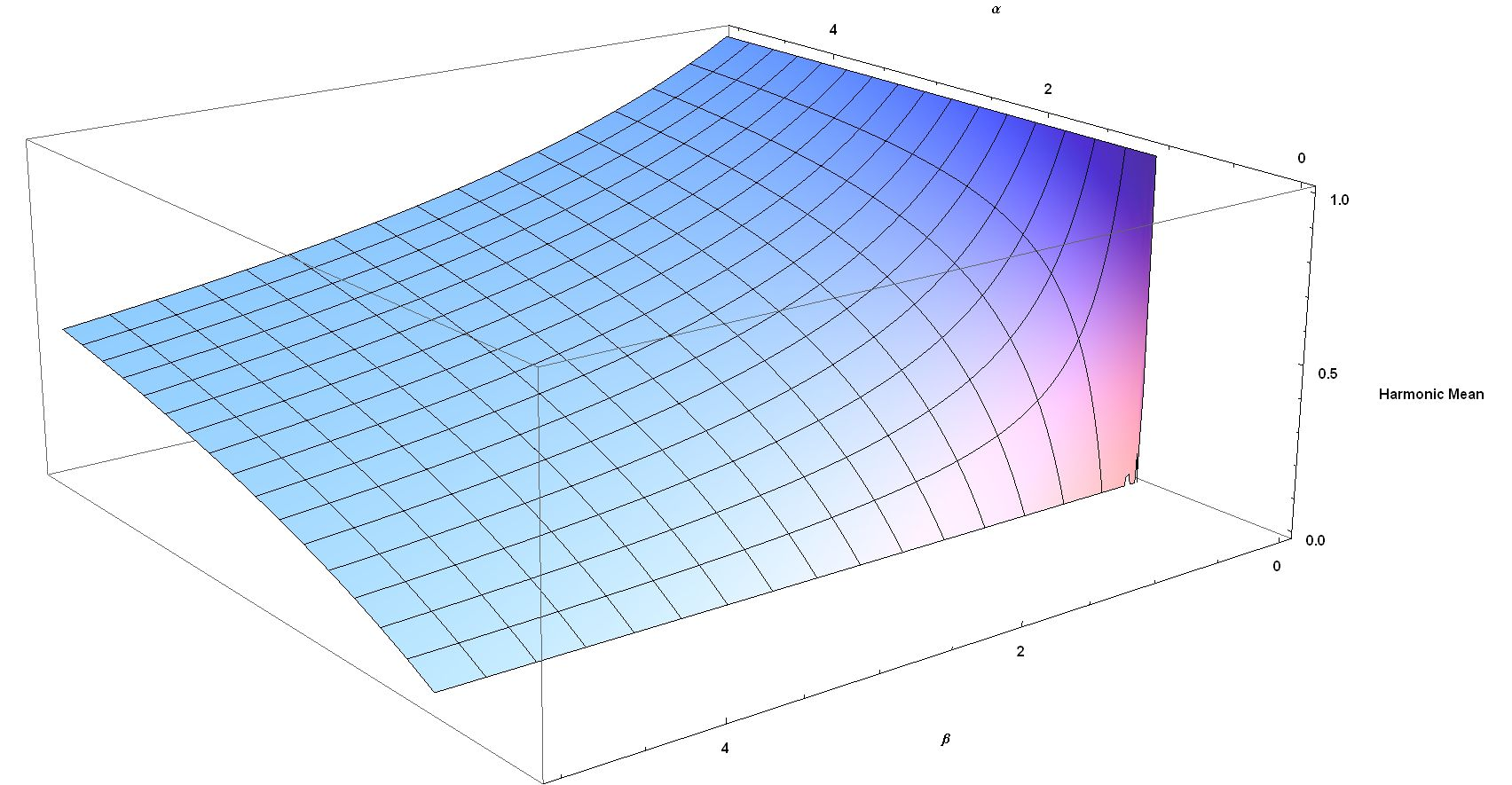
Середнє гармонійне для Бета-розподілу для 0 < α < 5 та 0 < β < 5.

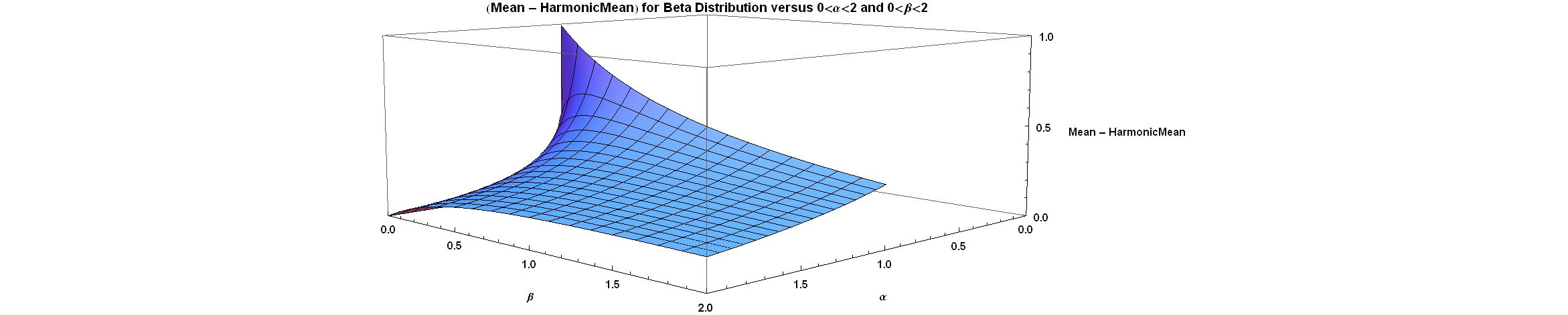
(Середнє — Середнє Гармонійне) для Бета-розподілу проти альфа та бета від 0 до 2.

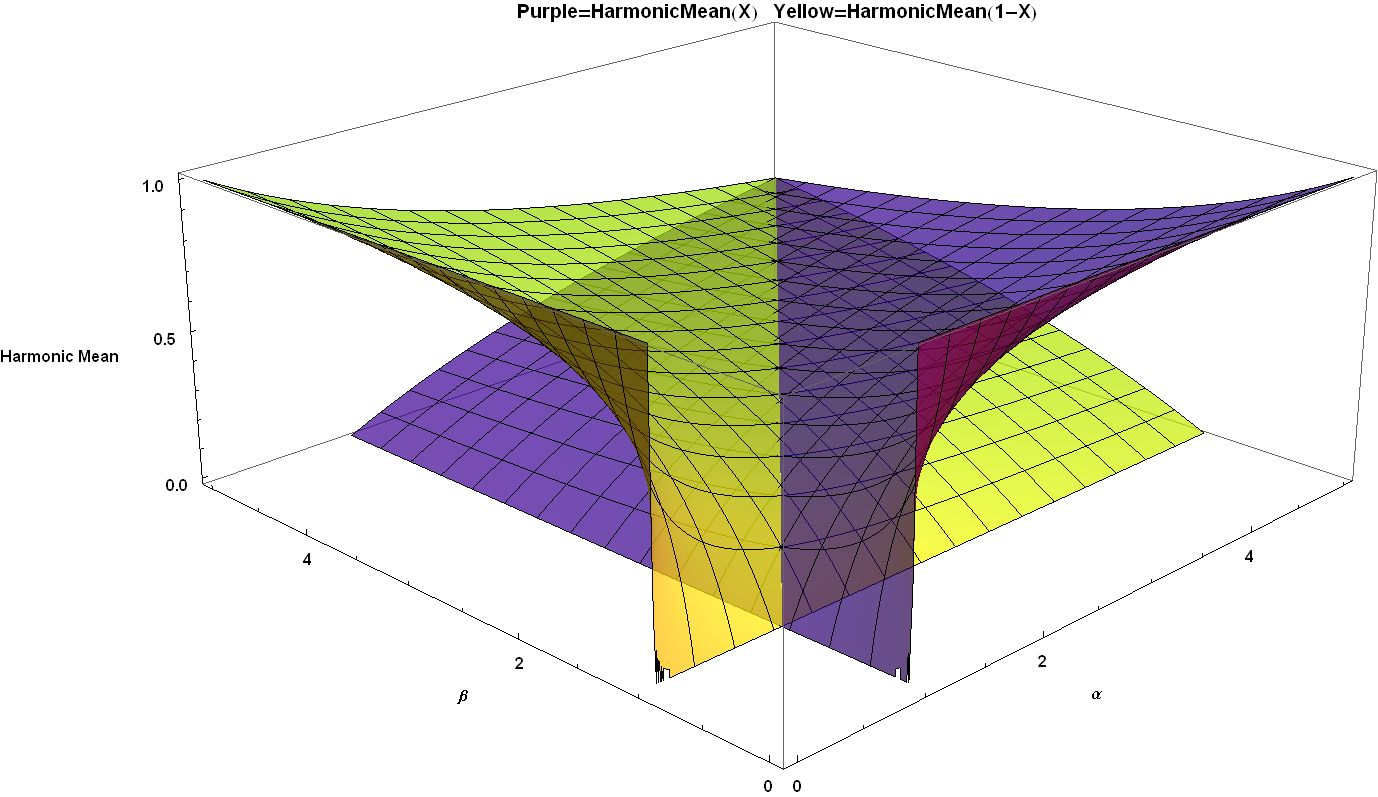
Середнє гармонійне для Бета-розподілу Пурпурний=H(X), Жовтий=H(1-X), менші значення альфа та бета спереду.

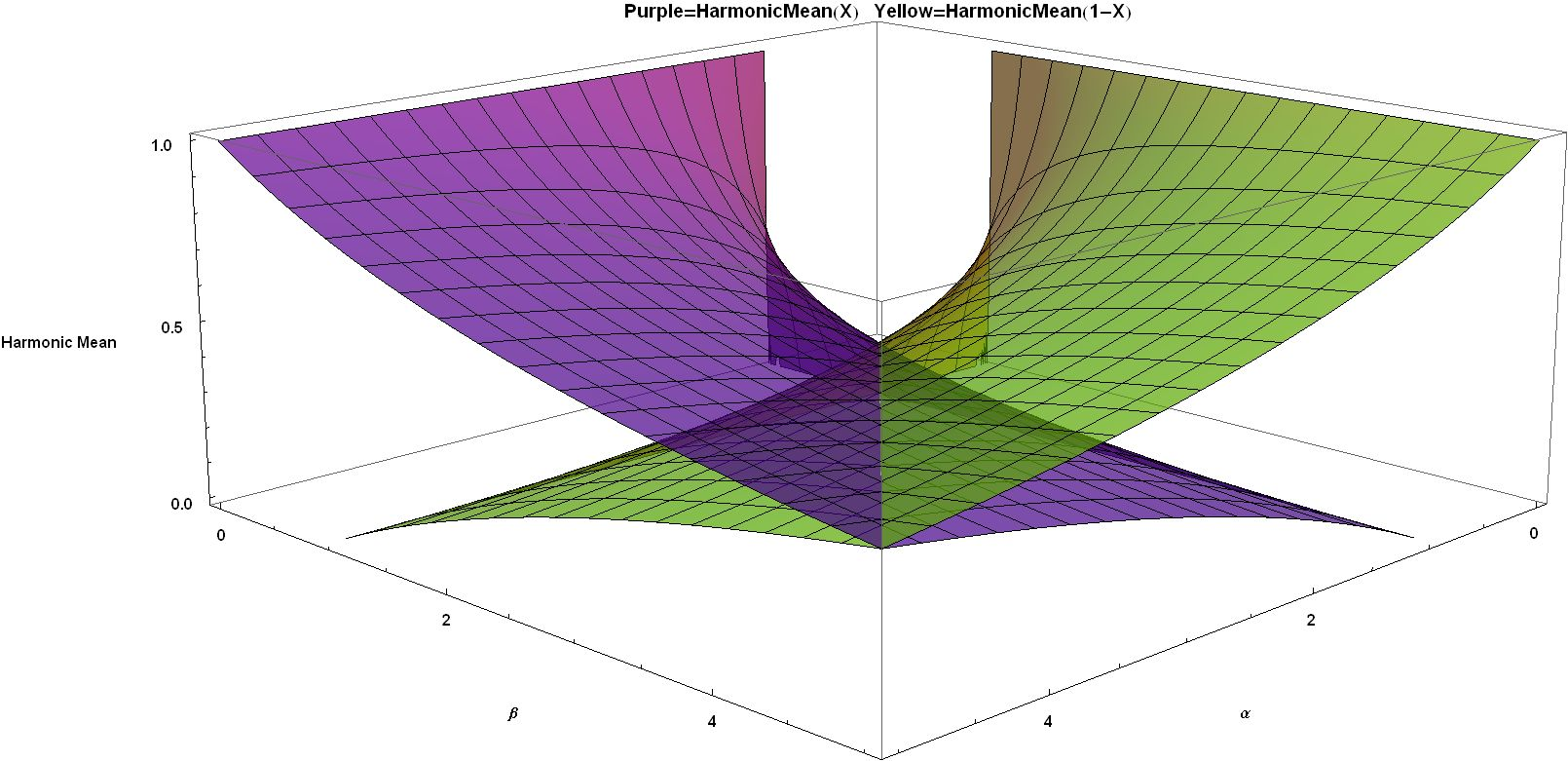
Гармонійні Середні для Бета-розподілу Пурпурний=H(X), Жовтий=H(1-X), більші значення альфа та бета спереду.

Середнє гармонійне бета-розподілу з параметрами α та β дорівнюють:
{\displaystyle H={\frac {\alpha -1}{\alpha +\beta -1}}{\text{ за умови }}\alpha >1\,\,\&\,\,\beta >0}
Середнє гармонійне із α < 1 невизначене, тому що його визначальний вираз не обмежене на [0, 1].
Коли α = β, {\displaystyle H={\frac {\alpha -1}{2\alpha -1}}}, видно, що для α = β середнє гармонійне лежить в діапазоні від 0 для α = β = 1, до 1/2 для α = β → ∞.
Наступне є границями функцій з одним скінченним параметром (не нульовим) та іншим параметром, що наближається до цих границь:
{\displaystyle \lim _{\alpha \to 0}H={\text{ невизначено }},}{\displaystyle \lim _{\alpha \to 1}H=\lim _{\beta \to \infty }H=0}та {\displaystyle \lim _{\beta \to 0}H=\lim _{\alpha \to \infty }H=1.}
З середнім геометричним, середнє гармонійне може бути корисним для методу найбільшої правдоподібності у випадку з чотирма параметрами.
Друге середнє гармонійне (H1 — X) також існує для цього розподілу: {\displaystyle H_{1-X}={\frac {\beta -1}{\alpha +\beta -1}}{\text{ за умови }}\beta >1\,\,\&\,\,\alpha >0.}
Це середнє гармонійне з β < 1 невизначене, тому що його визначальний вираз не обмежений на [ 0, 1 ].
При α = β у виразі вище — {\displaystyle H_{1-X}={\frac {\beta -1}{2\beta -1}}} видно, що для α = β середнє гармонійне лежить в діапазоні від 0, для α = β = 1, до 1/2, для α = β → ∞. Наступне є границями функцій з одним скінченним параметром (не нульовим) та іншим параметром, що наближається до цих границь:
{\displaystyle \lim _{\beta \to 0}H_{1-X}={\text{ невизначено }},} {\displaystyle \lim _{\beta \to 1}H_{1-X}=\lim _{\alpha \to \infty }H_{1-X}=0} та {\displaystyle \lim _{\alpha \to 0}H_{1-X}=\lim _{\beta \to \infty }H_{1-X}=1.}
Хоча обидва середніх гармонійних асиметричні, коли α = β, вони рівні.

## Логонормальний розподіл
Середнє гармонійне (H) логонормального роподілу є наступним:
{\displaystyle H=\exp \left(\mu -{\frac {1}{2}}\sigma ^{2}\right),}де μ — це середнє арифметичне та σ2 — це дисперсія розподілу.
Середнє гармонійне і арифметичне пов'язане наступним чином: {\displaystyle {\frac {\mu }{H}}=1+C_{v},} де Cv — це коефіцієнт варіації.
Геометричне (G), арифметичне та гармонійне середнє пов'язане між собою так: {\displaystyle H\mu =G^{2}.}

## Розподіл Парето
Середнє гармонійне розподілу Парето типу 1 дорівнює: {\displaystyle H=k\left(1+{\frac {1}{\alpha }}\right),}де k — це параметр масштабу, а α — це параметр форми.

## Статистика
Для випадкової вибірки, середнє гармонійне обчислюється як вказано вище. І середнє, і дисперсія можуть бути нескінченними (якщо включають хоча б один елемент форми 1/0).

### Вибіркові розподілення середнього та дисперсії
Середнє вибірки m є асимптотично розподіленим нормально з дисперсією s2: {\displaystyle s^{2}={\frac {m[\operatorname {E} (1/x-1)]}{m^{2}n}}.}
Дисперсія самого середнього: {\displaystyle \operatorname {Var} \left({\frac {1}{x}}\right)={\frac {m\left[\operatorname {E} (1/x-1)\right]}{nm^{2}}},}
де m — це середнє арифметичне зворотніх, x — змінні, n — загальний розмір множини та E — оператор очікування.

### Дельта-метод
Якщо прийняти дисперсію за не нескінченну, і що центральна гранична теорема застосовується до вибірки, де використовується дельта-метод, то дисперсія дорівнює
{\displaystyle \operatorname {Var} (H)={\frac {s^{2}}{nm^{4}}},} де H — це середнє гармонійне, а m — це середнє арифметичне зворотніх {\displaystyle m={\frac {1}{n}}\sum {\frac {1}{x}}}(1 у формулі дисперсії опущено).
s2 — це дисперсія зворотніх даних: {\displaystyle s^{2}=\operatorname {Var} \left({\frac {1}{x}}\right),}а n — це кількість елементів даних у вибірці.

### Складано-ножева перевибірка
Складано-ножевий метод оцінки дисперсії можливий тоді, якщо середнє відоме. Цей метод — звичайна версія «видалення 1», а не «видалення m».
Однак цей метод спочатку потребує обчислення середнього вибірки (m): {\displaystyle m={\frac {n}{\sum {\frac {1}{x}}}},}де x — елементи вибірки.
Після того обчислюється послідовність значень wi: {\displaystyle w_{i}={\frac {n-1}{\sum _{j\neq i}{\frac {1}{x}}}}.}
А після цього, середнє (h) від wi: {\displaystyle h={\frac {1}{n}}\sum {w_{i}}.}
Дисперсія середнього дорівнює: {\displaystyle {\frac {n-1}{n}}\sum {(m-h)}^{2}.}
Статистична значущість та довірчі інтервали для середнього можуть бути оцінені за допомогою критерія Стьюдента.

### Формування вибірки зі зміщенням у розмірі
Приймемо, що випадкова величина має розподіл f(x). Приймемо також, що імовірність вибору випадкової величини пропорційна до її значення. Це називається формування вибірки на базі розміру або зі зміщенням у розмірі.
Нехай μ буде середнім всієї множини. Тоді густина імовірності f*(x) від множини зі зміщенням у розмірі буде: {\displaystyle f^{*}(x)={\frac {xf(x)}{\mu }}.}
Сподівання від цієї вибірки зі зміщенням у розмірі E*(x) буде: {\displaystyle \operatorname {E} ^{*}(x)=\mu \left[1+{\frac {\sigma ^{2}}{\mu ^{2}}}\right],}де σ2 — це дисперсія.
Сподівання середнього гармонійного таке саме як версія E(x) без зміщення у розмірі: {\displaystyle \operatorname {E} ^{*}\left({\frac {1}{x}}\right)=\operatorname {E} \left({\frac {1}{x}}\right).}
Задача вибірки зі зміщенням у розмірі утворюється в ряді областей, включно із текстильним виробництвом, аналізом родоводів та аналізом виживання.
Акман з співавторами розробили тест для визначення помилок у довжині вибірок.

### Зсунуті змінні
Якщо X — це випадкова додатна змінна, а q > 0 тоді для всіх ε > 0, то: {\displaystyle \operatorname {Var} \left[{\frac {1}{(X+\epsilon )^{q}}}\right]<\operatorname {Var} \left({\frac {1}{X^{q}}}\right).}

### Моменти
Приймемо, що X та E(X) > 0, тоді:{\displaystyle \operatorname {E} \left[{\frac {1}{X}}\right]\geq {\frac {1}{\operatorname {E} (X)}},}це слідує з нерівності Єнсена.
Гурленд показав, що для розподілу, який бере тільки позитивні значення, для будь-якого n > 0 {\displaystyle \operatorname {E} (X^{-1})\geq {\frac {\operatorname {E} (X^{n-1})}{\operatorname {E} (X^{n})}}.}
Але при деяких умовах {\displaystyle \operatorname {E} (a+X)^{-n}\sim \operatorname {E} (a+X^{-n}),}де ~ (тильда) означає приблизність.

### Властивості формування вибірок
Приймемо, що варіанти (x) взяті з логнормального розподілу, тоді є декілька можливих оцінок для H:
{\displaystyle H_{1}={\frac {n}{\sum ({\frac {1}{x}})}},}{\displaystyle H_{2}={\frac {[\exp({\frac {1}{n}}\sum \log _{e}(x))]^{2}}{{\frac {1}{n}}\sum (x)}}} та {\displaystyle H_{3}=\exp \left(m-{\frac {1}{2}}s^{2}\right),}де {\displaystyle m={\frac {1}{n}}\sum \log _{e}(x)} і {\displaystyle s^{2}={\frac {1}{n}}\sum (\log _{e}(x)-m)^{2}.}
З цих всіх, H3, напевно, є кращою оцінкою для вибірки з 25 чи більшої кількості елементів.

### Оцінки зміщення і варіації
Наближення першого порядку для зміщення і дисперсії H1: {\displaystyle \operatorname {bias} [H_{1}]={\frac {HC_{v}}{n}}} і {\displaystyle \operatorname {Var} [H_{1}]={\frac {H^{2}C_{v}}{n}},}де Cv — це коефіцієнт дисперсії.
Так само, наближення першого порядку до зміщення та дисперсії H3:{\displaystyle {\frac {H\log _{e}(1+C_{v})}{2n}}\left[1+{\frac {1+C_{v}^{2}}{2}}\right]} і {\displaystyle {\frac {H\log _{e}(1+C_{v})}{n}}\left[1+{\frac {1+C_{v}^{2}}{4}}\right].}
За допомогою числових експериментів було знайдено, що H3, загально, краща оцінка середнього гармонійного ніж H1. H2 видає оцінки, які значною мірою подібні до H1.